# Makenis
Makenis – wieś w Armenii, w prowincji Gegharkunik. W 2011 roku liczyła 405 mieszkańców. We wsi znajduje się klasztor Makeniac z IX w.